# Neil Young (labdarúgó)
Neil James Young (Manchester, 1944. február 17. – 2011. február 3.) korábbi angol labdarúgó, a Manchester City, a Preston North End és a Rochdale játékosa.

## Statisztika
| Klub teljesítmény | Klub teljesítmény | Klub teljesítmény | Bajnokság | Bajnokság | Kupa     | Kupa    | Ligakupa | Ligakupa | Összesen | Összesen |
| Szezon            | Klub              | Bajnokság         | Fellépés  | Gól       | Fellépés | Gól     | Fellépés | Gól      | Fellépés | Gól      |
| Anglia            | Anglia            | Anglia            | Bajnokság | Bajnokság | FA-kupa  | FA-kupa | Ligakupa | Ligakupa | Összesen | Összesen |
| ----------------- | ----------------- | ----------------- | --------- | --------- | -------- | ------- | -------- | -------- | -------- | -------- |
| 1961–62           | Manchester City   | First Division    | 24        | 10        | 2        | 1       | 0        | 0        | 26       | 11       |
| 1962–63           | Manchester City   | First Division    | 31        | 5         | 1        | 0       | 6        | 1        | 32       | 6        |
| 1963–64           | Manchester City   | Second Division   | 37        | 5         | 1        | 0       | 5        | 1        | 43       | 6        |
| 1964–65           | Manchester City   | Second Division   | 31        | 8         | 1        | 0       | 1        | 1        | 33       | 9        |
| 1965–66           | Manchester City   | Second Division   | 35        | 14        | 7        | 3       | 2        | 0        | 49       | 17       |
| 1966–67           | Manchester City   | First Division    | 38        | 4         | 5        | 2       | 2        | 1        | 45       | 7        |
| 1967–68           | Manchester City   | First Division    | 40        | 19        | 4        | 1       | 4        | 1        | 48       | 21       |
| 1968–69           | Manchester City   | First Division    | 40        | 14        | 7        | 2       | 2        | 0        | 49       | 16       |
| 1969–70           | Manchester City   | First Division    | 29        | 6         | 2        | 1       | 5        | 1        | 36       | 8        |
| 1970–71           | Manchester City   | First Division    | 24        | 1         | 3        | 0       | 1        | 0        | 28       | 1        |
| 1971–72           | Manchester City   | First Division    | 5         | 0         | 0        | 0       | 0        | 0        | 5        | 0        |
| 1972–73           | Preston North End | Second Division   |           |           |          |         |          |          |          |          |
| 1973–74           | Preston North End | Second Division   |           |           |          |         |          |          |          |          |
| 1974–75           | Rochdale          | Fourth Division   | 13        | 4         |          |         |          |          | 13       | 4        |
| Összesen          | Anglia            | Anglia            | 357       | 90        | 33       | 10      | 29       | 6        | 407      | 106      |

## Sikerek
Manchester City
- Másodosztály bajnok: 1965–66
- Első osztály bajnok: 1967–68
- FA-kupa győztes: 1969
- Ligakupa győztes: 1970
- KEK győztes: 1970
- Charity Shield győztes: 1968

## Fordítás
Ez a szócikk részben vagy egészben  a   Neil Young (footballer born 1944) című angol Wikipédia-szócikk fordításán alapul.  Az eredeti cikk szerkesztőit annak laptörténete sorolja fel. Ez a jelzés csupán a megfogalmazás eredetét és a szerzői jogokat jelzi, nem szolgál a cikkben szereplő információk forrásmegjelöléseként.